# Rui Gomes de Abreu
Rui Gomes de Abreu (1170 -?) foi um fidalgo e Cavaleiro medieval do Reino de Portugal no tempo do rei D. Sancho I de Portugal e do rei D. Afonso II de Portugal, foi o 3º senhor da Torre de Abreu de da honra de Abreu.

## Relações familiares
Foi filho de Gomes Lourenço de Abreu (1130 -?) e pai de:
1. Lourenço Rodrigues de Abreu (1210 -?).
2. Gonçalo Rodrigues de Abreu (1220 -?).
3. Maria Gomes (1200 -?) casou com Garcia Paes.